# Gaultheria pyroloides
Gaultheria miqueliana (Гаультерія Мікеля) — вічнозелене низькоросле дерево, вид гаультерій з родини вересових.
Плоди мають білий колір, за що це дерево називають «білокульковим» або «білим».
Поширене у гірських районах центральної Японії, у трав'янистих зонах північніше субальпійського поясу. Висота дерева — до 30 см. Листки розміром до 3 см мають овальну форму із пилкоподібними краями.
Гаультерія цвіте в липні—серпні. Її цвіт подібний до дзвіночкоподібних квітів Enkianthus perulatus. У вересні з'являються білі плоди схожі на кульки. Розчавлений плід пахне саліциловою кислотою.